# Nemerce, Murovani Kurîlivți
Nemerce (în ucraineană Немерче) este localitatea de reședință a comunei Nemerce din raionul Murovani Kurîlivți, regiunea Vinnița, Ucraina.

## Demografie
Componența lingvistică a localității Nemerce
     Ucraineană (98,02%)
     Rusă (1,36%)
     Alte limbi (0,49%)
Conform recensământului din 2001, majoritatea populației localității Nemerce era vorbitoare de ucraineană (98,02%), existând în minoritate și vorbitori de rusă (1,36%).